# Rhyothemis severini
Rhyothemis severini is een libellensoort uit de familie van de korenbouten (Libellulidae), onderorde echte libellen (Anisoptera).
De wetenschappelijke naam Rhyothemis severini is voor het eerst geldig gepubliceerd in 1913 door Ris.